# Calvin Ramsay
Calvin William Ramsay, född 31 juli 2003 i Aberdeen, Skottland, är en skotsk fotbollsspelare som spelar för Preston North End, på lån från Liverpool och Skottlands landslag.

## Klubbkarriär

### Aberdeen
Ramsay har spenderat samtliga av sina junior- och seniorår hos Aberdeen. Under säsongen 2021/22 vann han SFWA Young Player of the Year-priset i den skotska ligan, Scottish Premiership.

### Liverpool
Ramsay skrev på för Liverpool inför transferfönstret sommaren 2022. Han såldes av Aberdeen för 81,5 miljoner SEK. Han är tänkt som ett långsiktigt alternativ till högerbacken Trent Alexander-Arnold.
Den 13 juni 2023 lånades Ramsay ut till Championship-klubben Preston North End på ett säsongslån.